# Защитное снаряжение Средневековой Европы
Данный список включает в себя наиболее часто употребляемые термины по защитному снаряжению средневековой Европы. Названия даны на русском и английском языках.
- Айлетты — фр. Ailettes — наплечники, появившиеся в XIII веке и существовавшие до второй четверти XIV века. Изготовлялись из кожи или пергамента с нанесением на них аппликацией или обтягиванием тканью герба владельца. Имели прямоугольную форму и привязывались к кольчуге на плечах или в верхней части руки. Выполняли в основном декоративную функцию — по крайней мере наплечники этого типа с реальными защитными качествами до нас не дошли.
- Акетон — англ. Aceton, Haqueton — стеганая поддоспешная куртка с рукавами, сродни гамбезону. Надевалась под доспех в XIV и XV веках. В отличие от гамбезона, изготовлялась более тонкой, вместо набивки шерстью ткань акетона складывалась в несколько слоёв и простёгивалась вертикальными или ромбическими швами. Рукава изготовлялись отдельно и пришнуровывались к плечам куртки. Эволюция гамбезона в акетон произошла потому, что пластинчатые доспехи не требовали столь толстых поддоспешников, как кольчуга.
- Армет — англ. Armet — тип кавалерийского шлема XV—XVI веков, с двойным забралом и защитой для шеи. В конструкции шлема сферический купол имел жёсткую заднюю часть и подвижную защиту лица и шеи спереди и с боков, поверх которой опускалось закреплённое на куполе забрало. Благодаря такой конструкции шлем давал отличную защиту как в копейной сшибке, так и в рукопашном бою, но был весьма дорогим и поэтому доступным только тяжёлой кавалерии.
- Баклер — англ. Buckler — маленький круглый кулачный щит, обязательно стальной и с умбоном. Появился в XV веке как замена кавалерийским тарчам для пешего боя, где использовался для парирования ударов противника. В XVI веке баклер стал очень популярным среди пехоты, так как его размеры позволяли маневрировать в тесноте пешего боя, а прочность давала возможность парировать даже удары топором. Баклер использовался всеми видами пехоты как дополнение к алебарде, пике, одноручному мечу или бастарду. Кроме того, его небольшой размер позволял наносить противнику удары умбоном или кромкой щита в лицо, что было особенно в ходу у пехоты. Более поздний его вид назывался Рондаш — англ. Rondache и обычно изготавливался в комплекте с полудоспехом и декорировался в одном стиле с ним.
- Барбют — итал. Barbuta — итальянский пехотный шлем XV в., в значительной мере закрывающий лицо за счёт развитых нащёчников. Y-образный вырез некоторых барбютов XV века копирует античные шлемы гоплитов (Сorinphian barbute). Существует два объяснения этого названия, буквально означающего «бородатый»: шлем «с бородой», то есть с выступами, закрывающими щеки, и «шлем, из-под которого торчит борода владельца». Некоторые барбюты снабжались бармицей (barbute a camalia), основная масса — нет (barbute sin camalia). Барбюты ковались разной формы — от полностью открывающих лицо до полностью закрывающих его (отдельные образцы с T-образными вырезами). В Италии XV—XVI века слово «барбют» использовалось также для обозначения численности латников в отряде (например, «отряд в 1000 барбют»).
- Бард — англ. Barb, bard, barding — общее название конского доспеха. Мог изготавливаться из кольчуги, кожи или простеганой ткани, позднее — из латных деталей, комбинированных с кольчужным полотном. Латный конский доспех включал в себя chanfron (защиту морды), crinet (защиту шеи), peytral (защиту груди), crupper (защиту крупа) и flanchards (пластины для защиты боков)). Некоторые из этих деталей для уменьшения веса также могли делаться из специально обработанной кожи (curbolli). Парадный конский доспех раскрашивался, мог покрываться тканевой попоной, которая богато украшалась.
- Бармица — англ. Aventail, сamail — кольчатая защита шеи и нижней части лица, обычно крепившаяся к шлему. Популярность приобрела в основном на Руси и в восточно-европейских странах. В Западной Европе бармица как часть защиты головы стала использоваться в начале XIV века с появлением бацинетов, надевавшихся тогда под топфхельмы. При этом кольчужное полотно бармицы продевалось в кожаный ремень, который в свою очередь крепился проволокой к кольцам на шлеме. В XV веке была практически вытеснена пластинчатой защитой шеи (Gorget).
- Бацинет — англ. Bascinet — сферо-конический открытый шлем XIV—XV веков. Трансформировался из малого шлема (cerveiller), носимого под топфхелмом. Снабжался бармицей, мог комплектоваться наносником или забралом. С середины XIV века, когда топфхелмы постепенно стали выходить из употребления, бацинет стали использовать как основной шлем, при этом его производили с плоским (Klappvisier) или остроконечным (Hundsgugel) забралом. В XV веке приобрел более закругленную форму и стал снабжаться латной защитой шеи вместо бармицы. В XVI веке термином «bassnet-piece» иногда обозначали купольную часть шлема;
- Белый доспех — англ. White Аrmor — этим термином называли любой полированный полный латный доспех без дополнительных накладок. В XV—XVI веках доспехи нередко раскрашивали, чернили и золотили, отчасти для красоты, отчасти для того, чтобы доспехи меньше ржавели в походных условиях и меньше привлекали внимание врага своим блеском.
- Болонский салад — англ. Balonia Sallet — тип салада без защиты лица. Дешёвый вариант шлема, популярный в основном у стрелков.
- Бригандина, Бриганти́на —итал. Brigantina, англ. Brigandine, Coat of plates — тип пластинчатого доспеха, появившийся в конце XIII века. В этом доспехе стальные пластины приклёпывались или реже пришивались изнутри многослойной тканевой основы. В основном по такому принципу изготавливали защиту тела, реже — наручи и поножи. Достоинствами такого доспеха являлись дешевизна изготовления — стальные пластины и заклёпки выковать мог и деревенский кузнец — и подвижность в сочетании с прочной пластинчатой защитой тела. Доспех этот был популярен в XIV веке в первую очередь у кавалерии, где он пришёл на смену кольчуге, и хотя в XV веке ему на смену пришёл латный доспех, но он по-прежнему оставался популярным среди пехоты, и встречался даже в XVI веке.
- Броня — англ. Harness — общее название защитного снаряжения, в том числе и доспеха.
- Бувигер — фр. Bevor, bevoir — защита для ключиц, шеи и нижней части лица, использовалась с шлемами «салад» или с некоторыми шапелями в XV веке. Представляла собой развитое горже, к которому приклёпывалась защита подбородка в виде стальной чашки. Отдельные кавалерийские бувигеры дополнительно комплектовались накладками на эту защиту, усиливающими её от попадания копьём на турнире.
- Бургиньот — фр. Bourguignotte, англ. Burgonet — тип сферического шлема XVI века, возникший в Италии. Сочетает в себе детали армета: мощную защиту головы и шеи — с козырьком, защищавшим лицо сверху аналогично полям шапеля, и нащечниками. В зависимости от наличия буффа шлемы подразделялись на закрытые (siege burgonet) — с буффом, и открытые — без него. Шлем был разработан на замену армету, который не подходил кавалеристам из-за плохого обзора, часто имел гребень на куполе, и оставался популярным в различных вариантах исполнения вплоть до конца XVII века., с середины XVI века входил в состав доспешных гарнитуров вместе с арметом. Некоторые варианты снабжались съёмным забралом или забралом из двух частей (как на миланских арметах), откидывавшихся в стороны. Позднее, в XVII веке в Польше, бургиньот трансформировался в капелину, более простую в изготовлении, которая стала популярной во всей Европе и сохранялась в армиях вплоть до конца XVII века, когда от защитного вооружения вовсе отказались.
- Каска — англ. Casque — поздняя разновидность капелины, не имевшая наушей.
- Бургундский салад — англ. Burgundian Sallet — кавалерийский вариант исполнения салада. Глубокий шлем с подвижным забралом, опускавшегося до подбородка, и с жёсткой затыльной частью. Был популярен по всей Европе в кавалерии, так как сочетал хороший обзор (при поднятом забрале), подвижность и защиту.
- Буфф — фр. Buffe — латная защита подбородка, аналогичная бувигеру. Складывающийся буфф (falling buffe) состоял из нескольких пластин с пружинной защелкой и использовался в XVI веке как деталь шлема типа «бургиньот».
- Буше — фр. Bouche — вырез в углу турнирного щита для копья, появился на немецких щитах второй половины XIV века.
- Бэрни — англ. Byrnie — древнее (англосаксонское) название кольчуги. В настоящее время в основном используется для обозначения кольчуги с короткими рукавами — как противоположность хауберку. Такая кольчуга имела рукава до локтя и подол до середины бедра или даже короче.
- Вэмбрейс — англ. Vambrace, Brassart — часть латного наруча — защита предплечья (от французского avant-bras); Rerebrace — защита верхней части руки.
- Вэмплейт — англ. Vamplate — буквально «передняя пластина» (от французского avant-plate) — круглый воронкообразный стальной щиток, крепившийся на древке копья. Появился примерно в конце XIII века — в Манесском кодексе уже нарисованы рыцари, на копьях которых есть вэмплейты. Основная функция его — защита руки, держащей копьё, от повреждения на турнирной копейной сшибке, так как удар тупым турнирным копьём по руке в кольчужной рукавице ломал кости. Впоследствии стал также использоваться на боевых копьях с той же целью. В турнирных доспехах для копейной сшибки вэмплейты ковались большого размера и асимметричные, вместе с полдермиттоном они образовывали отличную защиту тела владельца от попаданий, а сильно вытянутая его форма приводила к тому что копьё противника, попав в вэмплейт, соскальзывало в сторону. В доспешных гарнитурах вэмплейты ковались и украшались в той же манере, что и весь комплект.
- Гамбезон — англ. Gambeson, wambais — длинная (до колена) набивная поддоспешная одежда. Гамбезон как одежда под кольчугу начал употребляться ориентировочно в IX—X веках, при этом он надевался под кольчугу, но мог использоваться и как отдельный доспех более бедными пехотинцами. Во времена крестовых походов гамбезоны отлично зарекомендовали себя как средство защиты от стрел, застревавших в них. Конструктивно гамбезон представлял собой многослойную куртку с полами до середины бедра или до колен, прошитую вертикально так, чтобы образовывались «карманы» — их плотно набивали шерстью или паклей до такого состояния, чтобы одежда амортизировала удар по кольчуге. В XIV веке с появлением бригандин гамбезон постепенно заменяется на акетон, более тонкий и лёгкий, хотя среди пехоты он остался популярным вплоть до конца XV века в первую очередь из-за своей дешевизны.
- Гардбрэйс — англ. Gardbrace, фр. Haute-Piece — дополнительная вертикальная пластина, крепившаяся к наплечнику сверху. Предохраняла от соскальзывания оружия (в частности — копья) в шею при ударе по наплечнику. По большей части являлась декоративным элементом. Пластины эти были широко распространены на всех типа доспехов, кроме раннего готического.
- Гардлинг — англ. Gardlings — декоративные накладки на латной перчатке. Располагались над костяшками пальцев и часто богато украшались, например на перчатках Чёрного Принца сделаны в виде леопардов. В случае необходимости перчатки с такими накладками использовались как кастет.
- Гарнитур — англ. Garniture — полный доспех XVI века с дополнительными сменными частями (до 30 штук). В состав сменных частей входили шлемы, вэмплейт, полдермиттон, манифер, детали седла и другое. Всё это украшалось в одном стиле. Доспешные гарнитуры были дорогим веянием моды и использовались в основном как парадные доспехи или для боя на деревянном оружии.
- Гербовая накидка — англ. Coat-of-arms, Jupon — одежда, надевавшаяся поверх доспехов, на которой вышивкой и аппликацией изображался герб владельца. Гербовые накидки появились в XII—XIII веках в виде длинных сюрко без рукавов и с вырезами по бокам, и первоначально защищали владельца от перегрева на солнце, ибо были заимствованы у арабов во время Крестовых походов. В то же время крестоносцы нашивали на них красные кресты как символ своего дела. Уже к середине XIII века гербовая накидка стала неотъемлемой частью доспехов кавалерии. В XIV веке гербовые накидки шили более облегающими и короткими — до середины бедра, они надевались поверх бригандины, но под наплечники, такие накидки назывались иногда жупон. В XV веке с возрастанием популярности полных латных доспехов гербовые накидки стали использоваться всё реже. Поздняя форма гербовой накидки — tabard — представляла собой свободное одеяние наподобие рубахи с коротким рукавом и надевалось герольдами.
- Гран-гард — англ. Grandguard — деталь турнирного доспеха XVI века. Изготовлялась из одной пластины и закрывала целиком левую руку и плечо, а также левую сторону забрала и груди. Заменил собой полдермиттон.
- Гранд-хелм — англ. Great helm, heaume — «большой шлем» — разновидность топфхелма, появившаяся в начале XIV века. Шлем ковался более просторным, с узкими смотровыми щелями, лицевая часть ковалась более толстой с вертикальным ребром жёсткости посередине, нижние края шлема при ношении опирались на плечи. Такой шлем был рассчитан на защиту головы владельца в копейной сшибке. После сшибки, в том числе и во время боя для обеспечения лучшего обзора в рукопашной схватке шлем сбрасывался с головы, а для защиты готовы в это время под большой шлем надевался в XIII веке кольчужный капюшон, в начале XIV века — цервейлер, со второй четверти XIV века — бацинет. Позднее, с развитием конструкции бацинета, от большого шлема стали отказываться в пользу бацинета с забралом, и к концу XIV века большой шлем использовался только в Германии. Турнирные варианты большого шлема и его дальнейшее развитие — жабья голова просуществовали до конца XVI века, став настолько тяжелыми, что их необходимо было крепить винтами к доспехам на груди и спине.
- Гребень — англ. Comb — металлический гребень на шлеме. Появился на немецких саладах второй половины XV века как место сварки двух половинок купола. В XVI веке стал популярен — встречается на арметах, бургиньотах, поздних железных шапках — кабассетах и морионах (Comb morion). Выполняет в основном декоративную функцию.
- Горже — фр. Gorget англ. Gorget, Collar — ожерелье — защита шеи и верха груди. Могла комбинироваться как со шлемом, так и с кирасой. Горже впервые встречается в миланских доспехах середины XV века — до этого роль защиты шеи выполняла бармица. Передняя и задняя части горже соединялись ремнями с пряжками и крепились на кирасу тоже ремнями с пряжками. Горже стало весьма популярным, в том числе и в пехоте, где его носили с напузником от кирасы. Конструкция его не меняется практически два века — горже собирается из двух частей, каждая из трёх сегментов. Горже входило в состав поздних доспехов XVII века. После выхода доспеха из употребления эта деталь трансформировалась в месяцевидную металлическую бляху, которую носили на шее офицеры.
- Готический доспех — англ. Gothic Armour — тип полного латного доспеха, распространенный во второй половине XV века в Европе — в первую очередь в Германии, менее — во Франции и в Англии. Отличительная особенность — многие детали изготовлены рифлёными, в частности кираса, налокотники, раструбы перчаток, наголенники и сегменты наколенников. Латная юбка делалась короткой. Доспех этот обычно комплектовался шлемом салад и бувигером. Носки сабатонов готического доспеха обычно острые и длинные, часто съемные. Вышел из употребления в первой четверти XVI века, заменённый максимилиановским доспехом.
- Гранд-бацинет — англ. Great Bascinet — дальнейшее развитие бацинета. Появился в XV веке и от более раннего бацинета отличался защитой шеи спереди в виде стальной пластины, комплектовался остроконечным забралом типа hundsgugel. К середине XV века форма грандбацинета несколько изменилась — он стал более округлым, защита шеи стала пристёгиваться к нагруднику, забрало приобрело полусферическую форму с многочисленными отверстиями, но иногда без смотровых щелей. Гранбацинет был популярен в Германии, где входил в состав немецких миланских доспехов и экспортных миланских доспехов. Вышел из употребления в конце XV века. Основное отличие поздних грандбацинетов от арметов — неподвижная защита шеи и остроконечный купол у бацинета и съёмная защита шеи и шаровидный купол у арметов.
- Гринвичский доспех — англ. Greenwich Armour — тип полного доспеха XVI века, производившийся в мастерских Гринвича, основанных Генрихом VIII в 1511 году (закрыты в 1637 году). Представлял собой дальнейшую эволюцию миланского доспеха, весьма популярного в Англии. Основное отличие от доспеха XV века — кираса с вертикальным ребром жёсткости и гусиной грудью (тапулем), юбка с сегментными тассетами и гульфиком, симметричные наплечники с ронделями и налокотниками небольшого размера. Был популярен до конца XVI века, на основе такого доспеха мастера изготовляли разнообразные доспешные гарнитуры.
- Гульфик — англ. Cod-piece — латная защита для паха, появилась в доспехах XVI века, чаще всего в виде раковины. В отдельных парадных доспехах гульфик ковался больших размеров и украшался в той же манере, что и весь доспех.
- Гуссеты — англ. Gussets — кольчужная или латная защита подмышечных впадин. Впервые появились в составе готических доспехов второй половины XV века. Ранний вариант представлял собой куски кольчуги различного размера, нашивавшиеся под мышками дублета. В XVI веке в гринвичских доспехах для той же цели стали употребляться тонкие шарнирно скрепленные пластины.
- Гьюж — фр. Guige — ремень, для ношения щита на шее или на плече «через голову». Такими ремнями оснащались многие щиты — от норманнских круглых до тарчей. Ремень был удобен тем, что на марше щит не надо было нести в руке, а в бою он давал возможность действовать двуручным оружием.
- Дублет — англ. Arming Doublet, Пурпуэн — фр. Pourpoint — простеганная, относительно тонкая тканевая куртка рукавами и с кольчужными накладками (gussets). Носилась под латным доспехом, части которого (например наручи) крепились непосредственно к дублету при помощи ремешков (arming points). Покрой пурпуэна — с искусственно выпуклой грудью, узкой талией и узкими рукавами. Пурпуэн, плотно обтягивающий стан, выгибал грудь и расширял плечи своего владельца, делал талию его по-девичьи тонкой. Также с XV века является элементом одежды.
- Жабья голова — англ. Frog Mouth Helmet или Штеххельм — тип турнирного шлема для копейной сшибки, с мощной защитой шеи и лица. Появился в последней трети XV века как дальнейшая эволюция турнирных топфхелмов. Шлем неподвижно крепился к кирасе, и благодаря совершенной конструкции отлично защищал кавалериста. Однако благодаря плохому обзору нигде, кроме копейной сшибки, этот шлем не применялся. Штеххелмы, кроме того, стали популярными на гербах, заменив устаревшие топфхелмы — наличие такого шлема в гербе указывало на дворянское происхождение владельца. Были в употреблении до тех пор пока проводились турниры.
- Жак — англ. Jack — куртка наподобие гамбезона, популярная среди пехоты в XV—XVI веках как основной доспех. Конструкция куртки: набивная, усиленная маленькими металлическими пластинками и сильно приталенная. Грудь куртки набивалась плотнее для придания ей силуэта и дополнительной защиты.
- Шапель — фр. Chapel de fer нем. Eisenhut англ. Kettle hat, Kettle helm — железная шапка, пехотный шлем, появившийся в конце XII — начале XIII века, имевший различный вид и остававшийся популярным на протяжении всего времени существования защитного снаряжения, более того — английские  каски Броди времён Первой мировой войны своей формой тоже повторяли железные шапки Средневековья. Наиболее популярная форма шапеля — сферический купол с полями шириной 5—7 см, такая форма существовала с XIII по XV века. Английское его название «кетл хэт» переводится как «котелок» и является очень точным: в Британском музее экспонируются средневековые котелки изготовленные из шлемов этого типа. Позднее, в середине XV века классическая железная шапка уступила популярность своим производным — пехотным саладам различных форм (в том числе фламандскому), позднесредневековые её разновидности — кабассет и морион — также имели все черты железой шапки: сферический купол и поля. В XV веке часто носился с горже или с бувигером.
- Жюст — англ. Joust — основной вид турнирного состязания — копейная сшибка кавалеристов. В раннем Средневековье проводился на боевых копьях с боевыми щитами, с XIII века копья делались с тупыми наконечниками, с XIV века проводился на турнирных копьях, позднее — добавился барьер. С XV века копейная сшибка приобретает вид костюмированного представления, далёкого от реального боя. Популярна была до конца XVI века.
- Забрало — англ. Visor — общее название детали шлема. Первыми шлемами с забралом были некоторые топфхелмы XIII века. Позднее забралом стали оснащать бацинеты, а с XV века ими стали оснащаться все кавалерийские шлемы и многие пехотные.
- Забрало-гармошка — англ. Bellows visor — тип забрала с горизонтальными поперечными рёбрами жёсткости. Появился в связи с модой на максимилиановские доспехи, где большая часть деталей выполнялись с аналогичным рифлением. Такие забрала встречаются на арметах и саладах. В забрале армета смотровые щели пропиливались между ребрением.
- Защита лица — англ. Ventail — общий термин, употребляемый для обозначения защиты лица. Значение изменялось со временем: от кольчужной бармицы (aventail) до забрала или решётки;
- Кабассет — англ. Cabasset — сфероконический шлем с небольшими плоскими полями, появившийся в конце XVI века как замена более глубокому мориону. Иногда оснащался гребнем и наушами. Кабассеты были дешёвыми шлемами для пехоты, в частности входили в униформу мушкетёров.
- Каплевидный щит — англ. Kite-shaped shield — щит в форме капли, носился заострённой стороной вниз. Английское название переводится как «коготь коршуна» и тоже довольно точно отображает его форму. Каплевидные щиты появились примерно в IX—X веках как развитие круглого щита для кавалерии — вытянутая вниз часть прикрывала левую ногу кавалериста, делая щит очень удобным. Позднее такие щиты распространились среди строевой пехоты — на гобелене из Байё хорошо виден строй пехоты саксов, отражающий кавалерийскую атаку нормандцев, при этом обе стороны носят такие щиты. Щит делался слегка выпуклым для улучшения защиты, кроме того такой профиль делал его конструкцию более прочной. В конце XII — начале XIII века, когда появились закрытые шлемы, позволяющие не прятать лицо за щитом, такие щиты стали делать плоскими сверху. С середины XIII века, с улучшением защитных качеств доспеха, щиты стали делать всё меньших размеров, и так появились тарчи.
- Кольчужный капюшон — англ. Coif. Появился в конце XI — начале XII века, при изготовлении приплетался к хауберку, составляя с ним одно целое. В XIV веке, когда от полных кольчужных доспехов отказались в пользу бригандин, кольчужный капюшон изготавливался отдельно и надевался или как самостоятельная защита головы (что было редко), или под шапель. Кольчужный капюшон сохранил свою популярность в основном в европейской пехоте, и встречался до XVII века.
- Кираса — англ. Cuirass — латная защита тела, состоящая из нагрудника и наспинника. Первые кожаные кирасы появились ещё в XIII веке, и использовались как кавалеристами — надевались поверх кольчуги, так и пехотой в качестве дешёвой замены кольчуге. Латная кираса появилась в начале XV века в Италии в составе ранних миланских доспехов. По мере развития доспешного дела конструкция кирасы всё больше совершенствовалась, и форма её изменялась согласно доспешной моде, но она всегда обладала наилучшими защитными качествами, и поэтому из защитного снаряжения вышла из употребления последней, уже в XIX веке, когда исчез последний род войск, носивших её — кирасиры. Но во время как Первой, так и Второй мировых войн применялись бронежилеты, по конструкции повторяющие позднесредневековые кирасы.
- Кир-бульи — фр. Cuir Bouili, Curbolli — специальным образом вымоченная с применением масла и воска (но не вываренная) и формованная после этого кожа. Применялась как для изготовления бытовых предметов (книжных переплётов) и частей доспехов — как парадных и турнирных, так и боевых. В частности, из такой кожи делались кожаные кирасы — cuirie, а также другие детали доспехов XIII—XIV веков.
- Ковентрийский салад — англ. Coventry Sallet — тип кавалерийского салада, с заостренным куполом. В остальном был похож на бургундский салад: глубокий купол, забрало, закрывающее подбородок, жёсткий затыльник. Заостренный купол — особенность английского стиля в изготовлении таких шлемов, такие салады были популярны в Англии во второй половине XV века.
- Кольчуга — англ. Mail фр. Maile. Слово chainmail, также использующееся иногда для обозначения кольчуги является нововведением и не совсем корректно (букв. перевод «кольчуга из цепочек»).
- Корслет — англ. Corslet, Three-quarter armour — доспех XVI—XVII веков, так называемый «три четверти» — без наголенников и сабатонов. Являет собой дальнейшее развитие гринвичского доспеха, отказ от наголенников обусловлен возросшими темпами боя, когда кавалерии надо было быстро спешиться, и времени снимать латные сапоги просто не было.
- Кринет — англ. Crinet — часть конского доспеха — защита шеи. Появился в XIV веке и изготовлялся из кольчужного полотна, в XV веке — из стальных пластин, соединённых кольчужным полотном или плавающими заклёпками.
- Круппер — англ. Crupper — часть конского доспеха — защита крупа. Изготовлялась в виде стальной пластины, закрывавшей заднюю часть туловища лошади. К нему на ремнях с пряжками крепились боковые пластины — flanchards. В употреблении круппер появился с середины XV века.
- Кулет — фр. Culet — защита для ягодиц, крепилась в продолжение пластинчатой юбки к нижней её части на ремнях с пряжками. Входила в состав некоторых миланских доспехов XV века. В XVI веке защитой ягодиц оснащались турнирные доспехи для пешего боя.
- Купол — англ. Skull — верхняя часть шлема (выше ушей), общее название (буквально «череп»).
- Латная перчатка — англ. Fingered Gauntlet — металлическая перчатка с отдельной защитой каждого пальца в виде стальных чешуек или сегментов. Впервые появились в середине XIV века, в второй половине его популярными стали латные перчатки типа «песочные часы» (Hourglass gauntlets). Латные перчатки использовались с миланскими и готическими доспехами, позднее входили в состав всех доспехов XVI века. Латные перчатки XVI века с многосегментной защитой кисти были весьма совершенны и вышли из употребления только с отказом от всего защитного снаряжения.
- Латная юбка — англ. Fault — латная защита поясницы, крепилась к нижней кромке кирасы. Впервые появилась в Италии в конце XIV века в виде двух отдельных частей из большого количества сегментов (lames) — передней и задней — которые крепились к нагруднику и наспиннику соответственно на ремнях. В миланских доспехах передняя и задняя половины юбки соединены между собой слева петлями, справа — ремнями и пряжками. Юбка миланского доспеха чаще всего делалась из четырёх сегментов, к последнему снизу крепились тассеты. В готических доспехах юбка была заметно укорочена, в максимилиановских доспехах юбка переходит в сегментную защиту бёдер. В доспехах середины XVI века сегментная латная юбка переходила в набедренники, в трёхчетвертных доспехах вся защита туловища и ног ниже пояса выполнялась сегментной — для улучшения подвижности.
- Латный доспех — англ. Full Plate Armour или латы — общее название полного латного доспеха с XV века.
- Латная рукавица — англ. Mitten gauntlet — защита кисти в виде рукавицы с отдельным большим пальцем и сегментной защитой кисти. Существовало много вариантов латных перчаток и рукавиц, в том числе briddle gauntlet — для защиты левой руки, державшей поводья, или locking gauntlet — латная рукавица, пластины которой могли фиксироваться в закрытом положении, что не позволяло выронить оружие. Латные рукавицы появились в начале XV века, ими комплектовался миланский доспех, более того, существовала особая разновидность рукавиц, которые так и называются — миланские, защита кисти в них делалась из двух сегментов. В максимилиановских доспехах XVI века рукавицы делались из большого числа сегментов для придания им большей подвижности. Позднее рукавицы стали использовать только в турнирных доспехах для пешего боя. Существовала также особая разновидность рукавиц — манифер — для защиты левой руки при копейной сшибке, такая рукавица ковалась цельной. В конце XVI века латные рукавицы вышли из употребления.
- Максимилиановский доспех — англ. Maximilian Armour — германский доспех первой трети XVI века (или 1515—1525, если считать обязательным характерное рифление), названный так по имени императора Максимилиана I, а также с намёком на максимальность защиты. От более раннего готического доспеха максимилиановский отличался массивностью, большими размерами пластин с обильным рифлением, шлемом армет с оригинальными забралами и башмаками с квадратными носами типа «медвежья лапа». Кроме того, края пластин доспеха выгибались наружу и заворачивались в трубочки, которым путём дополнительного гофрирования придавали форму витых верёвок, в результате чего крупные пластины получали по краям очень прочные рёбра жёсткости. Такой доспех выполнялся с целью обеспечить кавалеристу максимальную защиту, в том числе и от пуль. Он оснащался как латными рукавицами, так и перчатками наподобие готических. Однако подобная техника исполнения делала его очень дорогим, и поэтому популярность такого типа доспехов была недолгой, на смену ему пришли гринвичские доспехи с гладкими пластинами наподобие миланских.
- Манифер — англ. Manifer фр. main-de-fer — жесткая, сделанная из одной пластины рукавица для левой руки кавалериста, которой он удерживал поводья лошади. Использовалась в доспехах XVI века, входила в состав доспешных гарнитуров. Название происходит от французского, буквально означающего «железная рука».
- Мантия — англ. Bishop's Mantle — широкое кольчужное ожерелье, закрывающее плечи. Широко использовалось в конце XV—XVI веке пехотинцами, вооружёнными двуручным мечом, так как менее стесняло движения, чем латные наплечники.
- Миланский доспех — англ. Milanese Armour — итальянский полный доспех XV века, в основном производился в Милане и Венеции. Это фактически первый полный латный доспех. Отличался округлыми формами, большими размерами деталей, сегментной кирасой, большими несимметричными наплечниками, накладками-раковинами на налокотники, шлемом армет, наличием длинной сегментной юбки с тассетами. Миланские доспехи также производились на экспорт, при этом они оснащались шлемами по желанию заказчика и им придавались некоторые черты доспехов другого региона (Германии, Франции, Англии). Оснащались латными рукавицами и сабатонами с не длинными носками. В XVI веке доспехи такого типа продолжали быть популярными.
- Муффер — англ. Muffer — кольчужная рукавица, приплетенная к хаубергу. Кольчужные рукавицы были особенностью доспехов только кавалеристов, появились в XII веке и просуществовали до XIV века, где были заменены чешуйчатыми и прочими перчатками. При этом на ладони рукавицы кольчуги не было — она делалась кожаной для удобства захвата оружия, и для возможности освободить руки, не снимая хауберга, в кожаной ладони делалась прорезь для кисти руки. Защиту такая рукавица давала слабую.
- Морион — англ. Morion — разновидность шапеля, появившаяся в XVI веке. Купол такого шлема ковался сферическим, поля ладьевидной формы. Шлем иногда оснащался наушами и гребнем, на некоторых парадных образцах гребень имеет большой размер. Особенно популярен был в позднесредневековой пехоте, где вышел из употребления даже позже, чем кирасы.
- Набедренник — фр. Cuisee — часть поножа, защищающая бедро. До появления поножей в Европе в XIII веке использовали набивные набедренники (gamboised cuisses), защищавшие бёдра кавалериста от ударов. После появления поножей в первой половине XIV века набедренник изготавливался сперва бригандным, потом латным. Латные набедренники существовали от третьей четверти XIV века до середины XVI века, когда пластинчатая юбка и набедренник были соединены. В трёхчетвертных доспехах кирасиров второй половины XVI века — начала XVII века конструкция набедренника — сегментная от юбки до наколенника. К середине XVII века от набедренников вовсе отказались.
- Наголенник — англ. Jamb, Jambart, Schynbald — латная защита голени. Первые наголенники появились в первой половине XIII века и ковались из одной пластины, привязывавшейся к голени шнурами. В середине XIV века появились двухстворчатые наголенники, части которых соединялись снаружи петлями, а изнутри ремнями с пряжками. Конструктивно такой наголенник выполнялся анатомической формы, повторяя контуры ноги владельца. Снизу к нему на защёлке мог крепиться латный сапог — сабатон. Наголенник также мог выполняться частью поножа, и тогда он крепился на шарнирах к сегментному наколеннику. Конструкция наголенников не претерпела серьёзных изменений до второй половины XVI века, когда они вышли из употребления вместе с латными сапогами.
- Наголенник — англ. Greave — защита голени. Термин употребляется как к самостоятельной детали доспеха, так и к части поножа. Наголенники в Европе впервые появились ещё в древнегреческих доспехах, где они отливались из бронзы и закрывали голень и колено спереди и с боков. Похожая стальная конструкция была у римских легионеров. Латные наголенники в средневековье появились во второй четверти XIII века в доспехах кавалерии, где они использовались вместе с ранними наколенниками. В середине XIV века появились двухстворчатые латные наголенники, закрывавшие голень со всех сторон, и комплектовавшиеся обычно латными сабатонами. Подобная форма оставалась неизменной до тех пор, пока от наголенников вообще не стали отказываться.
- Нагрудник — итал. Plastron — латный нагрудник, предшественник кирасы. Крепился на бригандину сверху, встречается в основном в немецких доспехах второй половины XIV века.
- Нагрудник — англ. Breastplate — защита груди. Общий термин, им обозначается как нагрудная часть кирасы, так и части других доспехов.
- Наколенник — англ. Poleyn — латная защита коленного сустава. В европейском средневековом доспехе начинает применяться с XIII века, когда первые наколенники (кожаные или металлические) пришнуровывались к кольчужным чулкам. Позднее латный наколенник изготовлялся вместе с отбойником, защищающим подколенную впадину от ударов сбоку и стал крепиться на шнурках к бригандному или шинно-бригандному поножу. В конце второй трети XIV века появились латные поножи с сегментной конструкцией наколенника, когда основная чашка его дополнялась узкими полосками — сегментами, закрывающими щели между наколенником и доспехом. В таком поноже шарнирное колено на заклёпках соедияло наголенник, наколенник и набедренник в единую часть доспеха, дававшую ноге отличную защиту. Такая конструкция с большим или меньшим количеством сегментов практически не изменяясь успешно просуществовала до конца XVI века, когда от защиты ног стали вовсе отказываться.
- Налокотник — англ. Couter — латная защита локтя. Появились во второй четверти XIV века и первоначально крепились на кольчугу, позднее с появлением латных наручей стали их частью.
- Наносник — англ. Nasel — узкая вертикальная пластина для защиты лица. Шлемы с защитой лица появились ещё в Древней Греции, в Средневековье первыми шлемами с защитой лица стали норманнские шлемы IX века. Также наносником оснащались ранние потхелмы, бацинеты (при этом наносник на бацинет крепился подвижно — в кольцо на лбу шлема, снизу к нему приплеталась бармица), капелины. На ранних шлемах наносник крепился неподвижно, позднее на открытых шлемах «восточного» типа (иерихонках) наносник мог подниматься и опускаться.
- Наруч — англ. Bracer — защита для предплечья. Обозначает как отдельную часть доспеха, так и часть всего латного наруча.
- Нашлемник — англ. Crest — турнирное геральдическое украшение, появившееся во второй половине XIII века. Надевалось на топфхелм поверх бурлета. Такие украшения имели совершенно различный вид — рога, крылья, фигурки зверей или людей, изготовлялись из кожи и ткани и пришнуровывались к верху шлема. Позднее, с начала XIV века, нашлемные украшения вошли в гербовники как неотъемлемая часть герба владельца. В XV—XVI веках нашлемные украшения также надевались на турнирные арметы, но уже заметно реже.
- Охранные цепи — англ. Guard Chains — цепи для крепления кинжала, меча, щита и шлема к доспеху. Появились в начале XIV века, когда из-за неудобства использования топфхелма в рукопашном бою его сбрасывали с головы, а дабы не потерять — крепили цепью к доспеху. Популярными цепи стали в Германии во второй половине XIV века, когда ими крепили к доспеху также щит, меч и кинжал, однако подобные вещи были скорее веянием моды, нежели необходимостью. В доспехах начала XV века такие цепи уже не встречаются.
- Павеза — итал. Pavise — большой прямоугольный щит, использовавшийся лёгкой пехотой с середины XIV века для защиты от обстрела во время боя. Переносился на спине, имел упор для того чтобы во время стрельбы из лука или арбалета его можно было поставить на землю и использовать как переносное укрепление. В Италии существовал даже особый вид пехоты — павезьеры — пехота, вооружённая преимущественно древковым оружием, арбалетами и павезами. Делались павезы обычно из дерева и обтягивались тканью. Также существовали малые павезы — стальные квадратные щиты, использовавшиеся в XV—XVI веках для рукопашного боя, такие щиты обычно имели по центру вертикальный жёлоб для руки и были распространены в основном в Восточной Европе. От использования павез отказались только в XVI веке с ростом популярности огнестрельного оружия, от которого деревянный щит не спасал.
- Пасгард — англ. Pasguard — специальный щиток для локтя левой руки. Использовался в копейных сшибках в XVI веке, входил в состав доспешного гарнитура.
- Пейтраль — англ. Peytral — часть конского доспеха, а именно латный нагрудник. Защита груди появилась в первой половине XV века и ковалась в виде массивного передника, цельной деталью. Позднее защиту стали ковать более анатомической. В отдельных конских доспехах XVI века её украшали различными накладками и прочими методами, аналогично доспеху кавалериста.
- Перчатка "Песочные часы" — англ. Hour-Glass Gauntlet — латная перчатка XIV века с узким запястьем и широким манжетой. Перчатки такого типа появились в континентальной Европе к середине XIV века, вытеснив бригандные и чешуйчатые перчатки. Защита пальцев в таких перчатках представляла собой чешуйчатую конструкцию, при этом количество чешуек было от 4 до 10, позднее появились конструкции с чешуйками в форме пирамиды, защищающими суставы, и сегментной защитой пальцев. Перчатки такого типа популярны до XV века, когда их постепенно вытеснили миланские латные рукавицы или перчатки с длинной крагой.
- Пикадиль — англ. Pickadil — окантовка дублета или кожаная подкладка доспеха. Использовалась для снижения лязга и трения деталей доспеха друг о друга, например, наплечников о нагрудник. В некоторых доспехах XIV века подкладка выполнялась фестончатой и играла также роль украшения. Считается, что от этого слова происходит название знаменитой лондонской улицы Пикадилли.
- Подшлемник — англ. Arming Cap — плотная тканевая шапка, поддевалась под шлем или кольчатый капюшон. Под топфхелм изготовлялась со смягчающим валиком вокруг головы. Чаще всего изготовлялась набивной или простёганной из нескольких слоёв шерсти, покрытой сверху льняной тканью.
- Полдермиттон — англ. Poldermitton — защита для левой руки в копейной сшибке, стальная накладка на наплечник, прикреплявшаяся к нему винтом с гайкой-барашком. Название происходит от французского «epaule-de-mouton» — баранье плечо. Впервые появилась в миланских доспехах середины XV века, когда кавалеристы от тарчей отказались полностью. Деталь эта вошла в состав всех более поздних доспехов, в том числе доспешных гарнитуров и турнирных доспехов, как щит, закрепляющийся на левом плече.
- Полдрон — англ. Pauldron, Espalier — латный наплечник, обеспечивающий защиту плеча, верхней части руки, лопатки стальными пластинами за счёт своего довольно большого размера (полдроны в доспехах XVII века закрывали также часть груди). Термин применяется к наплечникам, входившим в состав миланских доспехов и более поздних доспехов, в противоположность сегментным наплечникам — spaulders, которые закрывали собой меньше площади, и применялись иногда в готических доспехах. Название Espalier — современный термин с тем же значением.
- Полевой доспех — англ. Field Armor — боевой доспех. Термин начал употребляться в XVI веке для обозначения боевого доспеха как отличающегося от турнирного или парадного.
- Полный латный доспех — англ. Full plate armour, фр. Cap-a-pied — доспех, который закрывает всё тело стальными пластинами. Французское название буквально переводится «от макушки до пят». Первым таким доспехом стал миланский доспех, появившийся в начале XV века в Италии. Более ранние доспехи, закрывавшие всё тело — кольчужные и бригандные называются просто «полный доспех».
- Полудоспех — англ. Half Armor — латная защита рук и корпуса. Полудоспехи появились в конце XVI — начале XVII века в связи с отказом от тяжёлых доспехов, которые всё равно эффективно не защищали от возросшей мощи оружия, в первую очередь огнестрельного. Тем не менее полудоспехи оставались популярны — их носили гусары и кирасиры XVII века. Зачастую в этом доспехе для защиты тела использовалась не кираса, а бахтерец или корацина.
- Потхелм — англ. Pothelm — шлем XII — начала XIII века, предшественник топфхелма. Появление такого шлема вероятно было связано с тем, что он был очень прост в изготовлении и обеспечивал защиту не хуже цельнокованого норманнского шлема. По сути представлял собой цилиндрический шлем, закрывавший верхнюю часть головы и надевавшийся поверх кольчужного капюшона. К ранним потхелмам XII века крепился наносник для защиты лица, в конце XII века потхелмы стали ковать с цельным наносником и более глубокими, в начале XIII века стали ковать шлемы с отдельно приклёпываемой или цельной защитой лица в виде большой стальной пластины со смотровыми прорезями и дыхательными отверстиями, закрывашей всё лицо до подбородка и ниже. После появления в XIII веке защиты затыльной части головы потхелм трансформировался в ранний топфхелм.
- Рондаш англ. Rondache — европейский щит конников раннего Средневековья. Изготавливается из лёгкого дерева, часто обитого кожей и усиленного металлическими гвоздями, накладками и умбоном. Обычно круглой формы, реже — заострённый книзу. Производился в различных вариантах в Европе с X по XIII век.
- Рондель — англ. Rondel — диск на ножке сзади на основании миланского армета, прикрывал ремень забрала от перерубания. Применялся в первой половине XV века. У этого термина есть и другие значения.
- Рондель — фр. Rondelle англ. Besegew, besague — круглый (как правило) щиток наплечника, закрывающий подмышку. Был популярен на готических и гринвичских доспехах.
- Сабатон — англ. Sabaton, он же Соллерет — англ. Solleret — латный ботинок. Крепился к наголеннику. Первые латные сабатоны появились в Италии в середине XIV века и состояли из 4-5 сегментов, а по форме копировали тогдашнюю обувь, то есть имели короткий острый носок. В XV веке в миланских и готических доспехах сабатоны делались с длинным острым носком, который для ходьбы отстёгивался. В противоположность им сабатоны максимилиановских доспехов копировали тогдашнюю моду на обувь и делались широкими и тупыми, их за это называли «медвежьи лапы». Более поздние сабатоны делались с круглым либо слегка заострённым носком, и тоже не длинные. Вышли из употребления вместе с наголенниками во второй половине XVI века.
- Салад — англ. Sallet, Salade нем. Schaller фр. Salir — тип шлема, вытянутый и закрывающим шею сзади. Появился в середине XV века как продукт трансформации шапеля в ходе которой оружейники укоротили поля шапеля спереди и удлинили на затылке, таким образом улучшив обзор и добавив защиту сзади. Позднее немецкие оружейники стали изготавливать салады с глубоким куполом и смотровой щелью над полями, в основании купола, для лучшей защиты головы владельца. Салад был попурярен в Европе во второй половине XV века, в том числе и в кавалерии, где он потеснил армет. Для всадников ковались глубокие шлемы с полной защитой лица (поля спереди и с боков ковались вертикальными и стали фактически частью купола) и шеи, для чего шлем дополнялся бувигером. Мода на салады прекратилась в начале XVI века, когда в кавалерии вновь стали модными арметы, а в пехоте важность хорошей защиты с распространением огнестрельного оружия уступила место хорошему обзору, более важному для стрелка.
- Сахарная голова — англ. Sugarloaf helm нем. Kubelhelm — переходная форма топфхелма, имевшая сфероконический цельнокованый купол, как у бацинета и закрытую лицевую часть. Шлемы такого типа появились в начале XIV века как дальнейшая эволюция топфхелма, и как боевой шлем в последней четверти XIV века были полностью вытеснены из употребления бацинетами с остроконечным забралом, но остались популярны как турнирные шлемы из-за высокого уровня защиты. Именно эволюция сахарной головы, направленная на повышение защиты при копейной сшибке и выражавшаяся в том, что защита глаз делалась вытянутой вперёд дабы копьё, попав в неё, соскользнуло, привела в дальнейшем к появлению штеххелмов. Шлем ковался только с цельной лицевой частью — забралом такие шлемы не оснащались.
- Сменные детали доспеха — англ. Exchange pieces — сменные съемные части доспеха для усиления основного доспеха (например для копейной сшибки или пеших поединков). Входили в состав доспешного гарнитура (garniture). Съёмные части доспеха появились в XV веке на миланских доспехах — это были полдермиттоны, надевавшиеся на левый наплечник вместо вышедшего из употребления щита. Доспешные гарнитуры XVI века представляли собой целый набор деталей. куда входили два или более шлемов, турнирные и боевые части доспехов, детали седла — всё это ковалось и украшалось в одном стиле.
- Спангенхелм — нем. Spangenhelm — тип сегментного шлема на каркасе, распространённого в Европе, преимущественно у германцев, в раннем Средневековье. Каркас составлялся из бронзовых или железных полос, и покрывался медными или роговыми пластинами, или обтягивался кожей, или склёпанными металлическими листами. Так же каркас мог оставаться непокрытым. Шлем мог снабжаться наушами, назатыльником, личиной. Встречаются шлемы с украшениями в виде животных, которые могли иметь у германцев квазигеральдическую функцию. Каркасные шлемы использовались народами, проживавшими в землях Германии, Швеции, Британии, Италии, Франции, на Балканах. Возможно, что применялись только знатью.
- Сполдер — англ. Spaulder итал. Spalacci — сегментный наплечник из большого количества подвижных частей. Впервые такие наплечники появились в середине XIV века как развитие наплечных лепестков. Сполдеры входили в состав латно-бригандинных доспехов и состояли из большой выпуклой пластины, закрывавшей плечевой сустав, и нескольких сегментов, закрывавших руку в верхней части и нахлёстом закрывавших верхнюю часть наруча. Итальянцы в конце XIV — начале XV века усовершенствовали эту конструкцию. Так, в состав раннего миланского доспеха из Чурчбурга входят сегментные наплечники с защитой подмышек ронделями (они хранятся отдельно в другом музее) из большого числа сегментов, закрывающие помимо плеча и верхней части руки также и ключицу. Позднее подобная многосегментная конструкция стала основой для наплечников в экспортных вариантах миланских доспехов, а также некоторых готических доспехах. В начале XVI века многосегментными наплечниками были оснащены некоторые доспехи, но позднее были вытеснены наплечниками типа полдрон, в которых уровень защиты был выше.
- Сюрко — англ. Surcoat — средневековая одежда, появившаяся во Франции в XIII веке под влиянием Востока, которую одевали поверх котт. Мужское сюрко было коротким (до середины бедра), женское — длинным (до середины голени и ниже) — цельнокроеные платья, с рукавами как длинными, так и короткими, а то и вовсе без рукавов и с глубокими вырезами по бокам. Во время крестовых походов крестоносцы переняли у арабов обычай одевать тканевую накидку поверх доспехов для защиты их от непогоды и перегрева на солнце — она и была названа сюрко. В XIII веке сюрко шили достаточно свободного простого покроя, дабы оно не стесняло движения, и достаточно длинным — до середины голени, с разрезами спереди и сзади, дабы защищать ноги владельца от перегрева и непогоды. Позднее, во второй половине XIII века на сюрко стали наносить герб владельца, при этом оно зачастую шилось из ткани одного цвета с полем герба. К середине XIV века сюрко, под влиянием моды укороченное до середины бедра, превращается в жупон, выполнявший ту же функцию, но одевавшийся поверх бригандины.
- Табар — фр. Tabard — короткая (до середины бедра) гербовая одежда XV—XVI веков с короткими рукавами, открытая с боков и свободного покроя. Выполнялась с цветами и гербом владельца, и одевалась преимущественно герольдами, которые на турнире сопровождали участников. Иногда табар одевался поверх доспехов, как до этого одевали сюрко.
- Тарч — фр. Target, англ. Heater shield — разновидность щита в форме клина. Первые тарчи появились в XIII веке как усечённые сверху каплевидные щиты. С развитием доспехов размер щитов уменьшался, их делали слегка выпуклой формы. Тарч XIV века уже был небольшого размера, что давало возможность делать его более прочным и активно использовать в рукопашном бою, в том числе и для нанесения ударов. В XV веке произошёл постепенный отказ от щитов как таковых, так как деревянный щит был значительно менее крепким, чем стальные латы. Название Heater shield отображает форму тарча — такую же, как у подошвы утюга.
- Тассеты — англ. Tassets — налядвянники, латная защита верхней части бедра в виде стальной пластины, крепившаяся к юбке кирасы. Появилась на миланских доспехах, иногда встречались на готических. В XVI веке тассеты для увеличения подвижности стали делать сегментными, позднее они превратились в сегментные набедренники.
- Тонлет — англ. Tonlet — широкая сегментная юбка для пешего поединка на турнире. Использовалась в некоторых турнирных доспехах XVI века, в частности в турнирном доспехе Генриха VIII, выкованного в Гринвичских мастерских для его участия в турнире «Поле золотой парчи». Тонлет предназначался для защиты бёдер и паха владельца от удара двуручным мечом или поллэксом, и поэтому делался минимум до середины бедра в форме колокола, чтобы не препятствовать движениям владельца. Встречается весьма редко.
- Топфхелм — нем. Topfhelm англ. Barrel Helm фр. Heaume — он же горшковый шлем — цилиндрический шлем, имевший наибольшее распространение в XII—XIV веках. Появился в конце XII века как развитие потхелма, к которому была добавлена затылочная часть и полноценная защита лица. По сути был первым в Европе полностью закрытым шлемом, из-за чего стал популярен в кавалерии, однако несмотря на простоту изготовления в пехоте не прижился из-за цены и того что сильно закрывал обзор по сравнению с популярным в то время норманнским шлемом. Топфхелмы XIII века ковались полностью цилиндрическими с выступающей лицевой частью, часто с декоративной накладкой на лицевую часть в форме креста. Топфхелмы конца XIII — начала XIV века ковались уже полностью рассчитанными на турнирное использование и на кавалерийский удар копьями, после чего шлем скидывался и дальше кавалерист дрался в кольчужном капюшоне или цервейлере. Соответственно форма их была иная — передняя часть вытянулась, став более обтекаемой, а верхняя часть сузилась кверху. Однако сложность и тяжесть ношения двух шлемов не способствовали популярности топфхелма — от него к концу XIV века полностью отказались в пользу более лёгких и менее стесняющих обзор и дыхание вариантов, таких как бацинет.
- Умбон — нем. Umbo — металлическая полусфера в центре на круглых щитах, которые держали кулачным хватом (то есть за ручку в центре щита). Умбон защищает руку, которая держит эту ручку — для большего удобства в таком щите делалось круглое отверстие по центру, вот его снаружи и закрывает умбон. Умбоном оснащались почти все круглые щиты — в том числе и баклеры, многие каплевидные щиты и некоторые тарчи.
- Уорвиковский доспех — англ. Warwick Armour — тип доспеха XV века, изготовлявшийся в Англии как копия миланских доспехов, изготовленных по заказу Ричарда Бошана, 5-го (13-го) графа Уорика. От миланских доспехов отличался некоторыми характерными конструктивными элементами, например сегментными набедренниками.
- Упор для копья — англ. Queue — откидной упор для копья на кирасе. Крепился к кирасе на болтах возле правой подмышки с таким расчётом, чтобы на него можно было положить древко копья, зажав его рукой при копейной сшибке. Выполнялся откидыми для того чтобы перед началом рукопашной схватки его можно было повернуть к груди, и он не стеснял движения. Таким упором комплектовались все виды латных доспехов, исчез он из употребления лишь на трёхчетвертных доспехах конца XVI века.
- Хауберг — англ. Hauberk, Haubergeon — кольчуга с длинными рукавами и в некоторых случаях с кольчужными рукавицами (muffer) и капюшоном (coif). Появилась в XI веке в континентальной Европе как основной доспех. Первоначально длина хауберга была до колен, в некоторых образцах и ниже колен, что было вызвано необходимостью защищать ноги кавалериста от ударов, рукава делались длиной в три четверти руки. Кольчужные доспехи начала XII века уже имели приплетённый к хаубергу кольчужный капюшон, поверх которого надевался шлем. К середине XII века к хаубергу добавились кольчужные рукавицы, также приплетённые к рукавам. А с конца XII века, когда появились первые кольчужные чулки, хауберг для ношения с чулками стали делать короче — до середины бедра. Появление в XII веке технологии изготовления проволоки методом волочения существенно удешевило производство кольчуг и позволило европейским армиям одеться в них полностью — к середине XIII века кольчуги не было только у самых бедных пехотинцев, но пехотная кольчуга не имела рукавиц и капюшона. С появлением в первой половине XIV века пластинчатых доспехов хауберг как основной доспех постепенно исчез из употребления, заменённый поддоспешными кольчугами — более лёгкими и тонкими.
- Хундсгугель — нем. Hundsgugel англ. Hounskull Bascinet — собачья морда, кавалерийский бацинет с длинным коническим забралом. Появился во второй половине XIV века. Первоначально бацинеты оснащались плоским забралом (klappvisier), которое слабо спасало от попадания копьём в лицо. Прогрессом в этом плане стало забрало с вытянутой вперёд нижней частью, конструкция которого предполагала, что копьё при попадании соскользнёт в сторону. Позднее всё забрало стали делать вытянутым вперёд, а смотровые щели размещались таким образом, чтобы в копейной сшибке, когда всадник сидит, наклонившись вперёд, создавать ему хороший обзор. В XV веке с таким забралом делались ранние гранд-бацинеты. Слово hounskull, искаженный вариант оригинального немецкого названия, считается одним из самых ранних примеров английского солдатского сленга.
- Цервейлер — англ. Cerveiller, Undercap, он же Черепник — небольшой сферический шлем, появившийся в XIII веке как производный от норманнского шлема, и отличавшийся от последнего сферической формой купола и отсутствием какой-либо защиты лица. Изготовлялся цельнокованным и надевался поверх кольчужного капюшона, однако в силу слабых защитных качеств не был популярным. Но когда в конце XIII — начале XIV века начали изготовлять топфхелмы, которые для рукопашного боя приходилось снимать, цервейлер снова стал популярен — он оснащался с кольчужной бармицей и надевался под топфхелм. Во второй четверти XIV века был вытеснен бацинетом, сфероконический купол которого лучше отражал вертикальные удары.
- Чешуйчатый доспех — англ. Scale armour — доспех, изготовлявшийся из кожаных (cuir bouilli) или металлических пластин чешуевидной формы, нашитых на матерчатую или кожаную основу. В Европе такие доспехи появились ещё в V—VI веке у франков. Однако меньший уровень защиты по сравнению с кольчугой привёл к тому, что в X—XI веках чешуйчатые доспехи полностью исчезли, уступив место кольчугам. Исчезновение чешуй из общего пользования не означало, что от них полностью отказались — известны чешуйчатые перчатки на конец XIII века, чешуйчатая защита тела и чешуйчатые сабатоны на начало XIV века, существовали чешуйчатые доспехи в XVII веке, однако в целом чешуйчатый доспех в Западной Европе не прижился и начиная с XI века использовался очень редко.
- Шанфрон — фр. Chanfron, champfrein, shaffron — часть конского доспеха — металлический или кожаный наголовник, или, если быть точным, намордник. Изготовлялся с вырезами для глаз, рта (которые в XVI веке стали закрывать перфорированными накладками) и ушей и закрывал собой морду лошади сверху и с боков. Надевался поверх стёганой попоны и крепился ремнями с пряжками, иногда соединялся плавающими заклёпками с защитой шеи (crinet). Шанфроны доспехов XVI века зачастую по технологии декорации повторяли доспехи кавалериста, украшались эмалью, воронением, насечкой и фигурными накладками.
- Шарнель — фр. Charnel — болт или шпилька, которыми в XIV веке пользовались для фиксации грандхелма или гранд-бацинета к нагруднику и наспиннику кирасы.
- Шишак — нем. Zishagge — открытый шлем с острым куполом, козырьком, наносником, нащечниками и назатыльником, восточноевропейский аналог иерихонки. Хотя в Европе шлемы подобного типа в основном использовались в Польше, Венгрии, Литве и России, некоторые мастерские Германии и Австрии также производили их в XVI—XVII веке, как на экспорт, так и для внутреннего рынка.
- Шоссы — фр. Chausses — кольчужные чулки. Термин обозначает чулки как деталь одежды вообще, но применительно к защитному снаряжению подразумеваются кольчужные чулки.
- Щит — англ. Shield — общее название. В геральдике этим же словом обозначается поле герба.
- Энармс — англ. Enarmes — ремни для руки на обратной стороне щита.